# Placówka Straży Granicznej II linii „Orzesze”
Placówka Straży Granicznej II linii „Orzesze” – jednostka organizacyjna Straży Granicznej pełniąca służbę ochronną na granicy polsko-niemieckiej w okresie międzywojennym.

## Formowanie i zmiany organizacyjne
Rozporządzeniem Prezydenta Rzeczypospolitej Polskiej Ignacego Mościckiego z 22 marca 1928 roku, do ochrony północnej, zachodniej i południowej granicy państwa, a w szczególności do ich ochrony celnej, powoływano z dniem 2 kwietnia 1928 roku Straż Graniczną.
Rozkazem nr 4 z 30 kwietnia 1928 roku w sprawie organizacji Śląskiego Inspektoratu Okręgowego dowódca Straży Granicznej gen. bryg. Stefan Pasławski określił strukturę organizacyjną komisariatu SG „Rybnik”. Placówka Straży Granicznej II linii „Orzesze” znalazła się w jego strukturze.
W 1931 roku zlikwidowano placówkę II linii „Orzesze”, a jej miejsce utworzono posterunek informacyjny.
Rozkazem nr 3 z 23 czerwca 1934 roku w sprawach […] tworzenia i zniesienia posterunków informacyjnych, komendant Straży Granicznej płk Jan Jur-Gorzechowski utworzył w strukturze komisariatu Straży Granicznej „Knurów” placówkę II linii „Knurów”.
Rozkazem nr 2 z 30 listopada 1937 roku w sprawach […] przeniesienia siedzib i likwidacji jednostek, komendanta Straży Granicznej płk Jan Gorzechowski przeniósł siedzibę komisariatu i placówki II linii „Knurów” do m. Orzesze.

## Kierownicy/dowódcy placówki
| stopień    | imię i nazwisko       | okres pełnienia służby | kolejne stanowisko               |
| ---------- | --------------------- | ---------------------- | -------------------------------- |
| przodownik | Wojciech Bauza        | był w 1932 –           | kierownik placówki „Przyszowice” |
| przewodnik | Edward Kiełbus        | 2 VI 1932 – 3 V 1933   |                                  |
| przewodnik | Maksymilian Duszyński | 6 V 1933 –             |                                  |